# Dong Xue
Dong Xue (cinese 董雪; Jilin, 17 agosto 1986) è un'ex biatleta cinese.

## Biografia
In Coppa del Mondo esordì il 27 febbraio 2004 a Lake Placid (34ª) e ottenne il primo podio il 17 dicembre 2006 a Hochfilzen (3ª).
In carriera prese parte a cinque edizioni dei Campionati mondiali (7ª nella staffetta a Pyeongchang 2009 il miglior piazzamento).

## Palmarès

### Coppa del Mondo
- Miglior piazzamento in classifica generale: 24ª nel 2007
- 4 podi (tutti a squadre):
  - 1 secondo posto
  - 3 terzi posti